# Campionati del mondo di triathlon del 1989
I Campionati del mondo di triathlon del 1989 (I edizione) si sono tenuti ad Avignone, in Francia, in data 6 agosto 1989.
Tra gli uomini ha vinto lo statunitense Mark Allen, mentre la gara femminile è andata alla neozelandese Erin Baker.
La gara junior ha visto trionfare il tedesco Björn Gustafsson e la statunitense Kristen McCary.

## Risultati

### Élite uomini
| Pos. | Nome                            | Paese         | Nuoto    | Bici     | Corsa    | Totale   |
| ---- | ------------------------------- | ------------- | -------- | -------- | -------- | -------- |
|      | Mark Allen                      | Stati Uniti   | 00:28:21 | 00:57:16 | 00:33:06 | 01:58:45 |
|      | Glenn Cook                      | Regno Unito   | 00:26:45 | 00:59:46 | 00:33:30 | 02:00:03 |
|      | Rick Wells                      | Nuova Zelanda | 00:26:37 | 00:58:14 | 00:36:03 | 02:00:55 |
| 4    | Miles Stewart                   | Australia     | 00:28:26 | 01:00:43 | 00:32:27 | 02:01:37 |
| 5    | Rob Barel                       | Paesi Bassi   | 00:28:25 | 01:00:05 | 00:33:05 | 02:01:59 |
| 6    | Brad Beven                      | Australia     | 00:27:37 | 01:00:25 | 00:34:20 | 02:02:21 |
| 7    | Mike Pigg                       | Stati Uniti   | 00:28:30 | 00:57:16 | 00:36:38 | 02:02:25 |
| 8    | Karel Blondeel                  | Belgio        | 00:28:27 | 00:58:15 | 00:36:39 | 02:03:21 |
| 9    | Spot Anderson                   | Australia     | 00:26:52 | 01:03:54 | 00:32:41 | 02:03:29 |
| 10   | Wolfgang Kattnig                | Austria       | 00:29:38 | 01:00:31 | 00:33:28 | 02:03:37 |
| 11   | Brooks Clark                    | Stati Uniti   | 00:28:15 | 01:01:21 | 00:34:17 | 02:03:54 |
| 12   | Roy Hinnen                      | Svizzera      | 00:29:17 | 00:57:49 | 00:37:13 | 02:04:19 |
| 13   | Dan Murray                      | Canada        | 00:28:40 | 01:01:39 | 00:34:06 | 02:04:26 |
| 14   | Paul White                      | Canada        | 00:31:07 | 00:58:58 | 00:34:23 | 02:04:28 |
| 15   | Pim Van Den Bos                 | Paesi Bassi   | 00:31:10 | 00:58:36 | 00:34:43 | 02:04:30 |
| 16   | Fons Hamblock                   | Belgio        | 00:28:49 | 01:02:54 | 00:32:47 | 02:04:31 |
| 17   | Simon Cassidy                   | Canada        | 00:27:01 | 01:01:10 | 00:36:21 | 02:04:32 |
| 18   | Jose Ricardo Gonzalez Davila    | Messico       | 00:29:48 | 00:58:55 | 00:36:24 | 02:05:07 |
| 19   | Jürgen Zäck                     | Germania      | 00:29:03 | 00:59:24 | 00:36:42 | 02:05:10 |
| 20   | Cristian Bustos Mancilla        | Cile          | 00:30:10 | 01:01:14 | 00:33:58 | 02:05:21 |
| 21   | Nicholas Croft                  | Australia     | 00:26:44 | 01:02:38 | 00:36:13 | 02:05:35 |
| 22   | Joachim Buck                    | Germania      | 00:28:59 | 01:02:32 | 00:34:04 | 02:05:35 |
| 23   | Carlos Santamaria Medel         | Spagna        | 00:31:06 | 01:00:31 | 00:34:10 | 02:05:46 |
| 24   | Rick Kiddle                     | Regno Unito   | 00:30:54 | 01:00:51 | 00:34:04 | 02:05:49 |
| 25   | Gareth Mccarthy                 | Irlanda       | 00:26:34 | 00:58:17 | 00:41:07 | 02:05:58 |
| 26   | Danilo Palmucci                 | Italia        | 00:31:10 | 00:54:38 | 00:40:15 | 02:06:03 |
| 27   | Patrick Girard                  | Francia       | 00:31:01 | 00:59:41 | 00:35:39 | 02:06:21 |
| 28   | Mark Koks                       | Paesi Bassi   | 00:29:52 | 01:03:28 | 00:33:05 | 02:06:26 |
| 29   | Jochen Basting                  | Germania      | 00:28:45 | 01:01:44 | 00:36:01 | 02:06:32 |
| 30   | Bemi Shrosbree                  | Regno Unito   | 00:31:00 | 01:00:33 | 00:35:05 | 02:06:38 |
| 31   | Scott LeDrew                    | Canada        | 00:28:55 | 01:00:55 | 00:36:51 | 02:06:41 |
| 32   | Thomas Leutenegger              | Svizzera      | 00:28:44 | 00:59:00 | 00:39:00 | 02:06:44 |
| 33   | Francesc Godoy Mulet            | Spagna        | 00:29:14 | 01:02:21 | 00:35:13 | 02:06:49 |
| 34   | Michael Thorén                  | Svezia        | 00:28:48 | 00:59:34 | 00:38:32 | 02:06:54 |
| 35   | Jose Juan Ayet Gisbert          | Spagna        | 00:28:44 | 01:00:55 | 00:37:34 | 02:07:13 |
| 36   | Bernardo Zetina                 | Messico       | 00:29:45 | 01:03:36 | 00:34:01 | 02:07:23 |
| 37   | Richard Hobson                  | Regno Unito   | 00:30:00 | 00:59:49 | 00:37:36 | 02:07:24 |
| 38   | Greg Welch                      | Australia     | 00:29:12 | 01:01:38 | 00:36:40 | 02:07:30 |
| 39   | Lucien Loyens                   | Paesi Bassi   | 00:30:56 | 00:59:56 | 00:36:39 | 02:07:31 |
| 40   | Ken Glah                        | Stati Uniti   | 00:28:47 | 01:02:09 | 00:36:36 | 02:07:32 |
| 41   | Hermann Kramer                  | Germania      | 00:30:03 | 01:01:27 | 00:36:06 | 02:07:35 |
| 42   | Gerd Amrhein                    | Germania      | 00:30:56 | 01:01:36 | 00:35:05 | 02:07:38 |
| 43   | Eduardo Burguete                | Spagna        | 00:28:37 | 01:03:04 | 00:36:08 | 02:07:49 |
| 44   | Leandro Macedo                  | Brasile       | 00:28:57 | 01:04:49 | 00:34:13 | 02:07:59 |
| 45   | Péter Kropkó                    | Ungheria      | 00:29:09 | 01:03:56 | 00:34:57 | 02:08:02 |
| 46   | Jean Mourreau                   | Belgio        | 00:30:59 | 01:00:42 | 00:36:44 | 02:08:25 |
| 47   | Paulo Armando Barcellos Saraiva | Brasile       | 00:29:01 | 01:02:14 | 00:37:30 | 02:08:45 |
| 48   | Iñaki Arenal Gonzalez           | Spagna        | 00:27:59 | 01:03:01 | 00:37:56 | 02:08:56 |
| 49   | Jeff Devlin                     | Stati Uniti   | 00:30:02 | 01:01:36 | 00:37:42 | 02:09:19 |
| 50   | Wemer Uytterhaegen              | Belgio        | 00:29:46 | 01:01:29 | 00:38:15 | 02:09:30 |
| 51   | Kris Marien                     | Belgio        | 00:31:14 | 01:00:36 | 00:37:46 | 02:09:36 |
| 52   | Hideya Miyazuka                 | Giappone      | 00:31:57 | 01:01:25 | 00:36:36 | 02:10:00 |
| 53   | Norbert Domnik                  | Austria       | 00:32:29 | 01:01:54 | 00:35:39 | 02:10:02 |
| 54   | Michal Adamec                   | Rep. Ceca     | 00:28:59 | 01:01:58 | 00:39:12 | 02:10:09 |
| 55   | Jan Damgaard                    | Danimarca     | 00:32:49 | 01:02:01 | 00:35:23 | 02:10:13 |
| 56   | Pierre-Alain Frossard           | Svizzera      | 00:29:54 | 01:01:28 | 00:38:54 | 02:10:16 |
| 57   | Nick Ballard                    | Regno Unito   | 00:29:54 | 01:03:42 | 00:37:09 | 02:10:46 |
| 58   | Todd Voss                       | Australia     | 00:26:46 | 01:08:58 | 00:35:05 | 02:10:49 |
| 59   | Marcus Ornellas                 | Brasile       | 00:28:59 | 01:01:44 | 00:40:16 | 02:11:00 |
| 60   | Pascal Fretigny                 | Francia       | 00:26:48 | 01:05:55 | 00:38:37 | 02:11:20 |
| 61   | Stephan Lindh                   | Svezia        | 00:32:50 | 01:01:28 | 00:37:05 | 02:11:22 |
| 62   | Raul Lemir                      | Argentina     | 00:28:55 | 01:05:56 | 00:36:38 | 02:11:29 |
| 63   | Ricardo Probert Maldonado       | Messico       | 00:29:06 | 01:06:12 | 00:36:12 | 02:11:30 |
| 64   | Attilio Boni                    | Italia        | 00:33:51 | 01:03:24 | 00:34:28 | 02:11:43 |
| 65   | Wolfgang Dittrich               | Germania      | 00:28:10 | 01:02:08 | 00:41:47 | 02:12:05 |
| 66   | Pablo Restrepo                  | Colombia      | 00:27:03 | 01:07:51 | 00:37:17 | 02:12:11 |
| 67   | Pasi Salonen                    | Svezia        | 00:31:02 | 01:00:43 | 00:40:38 | 02:12:24 |
| 68   | Alexander Schawalder            | Svizzera      | 00:30:57 | 01:03:17 | 00:38:59 | 02:13:14 |
| 69   | Eugene Galbraith                | Irlanda       | 00:32:31 | 01:03:16 | 00:37:45 | 02:13:32 |
| 70   | Herwig Reinisch                 | Austria       | 00:32:31 | 01:01:16 | 00:39:52 | 02:13:39 |
| 71   | Pablo Droguett                  | Cile          | 00:33:38 | 01:05:22 | 00:34:40 | 02:13:41 |
| 72   | Mike Stirling                   | Canada        | 00:28:34 | 01:03:00 | 00:42:10 | 02:13:44 |
| 73   | Mica Kagan                      | Israele       | 00:29:47 | 01:09:02 | 00:34:57 | 02:13:46 |
| 74   | Laurent Boquillet               | Francia       | 00:30:02 | 01:04:32 | 00:39:15 | 02:13:49 |
| 75   | Roberto Deleage                 | Brasile       | 00:33:24 | 01:03:38 | 00:36:55 | 02:13:57 |
| 76   | Mitsuhiro Yamamoto              | Giappone      | 00:33:05 | 01:02:45 | 00:38:24 | 02:14:14 |
| 77   | Fabrizio Ferraresi              | Italia        | 00:31:13 | 01:04:52 | 00:38:18 | 02:14:23 |
| 78   | Walter Carnovali                | Italia        | 00:33:18 | 01:04:35 | 00:36:52 | 02:14:44 |
| 79   | Heinz Bede-Kraut                | Austria       | 00:29:40 | 01:06:11 | 00:39:26 | 02:15:17 |
| 80   | Pavel Petr                      | Rep. Ceca     | 00:32:52 | 01:03:28 | 00:39:07 | 02:15:28 |
| 81   | Andréas Hartkopp                | Danimarca     | 00:30:00 | 01:04:06 | 00:41:35 | 02:15:42 |
| 82   | Erik Elgerma                    | Paesi Bassi   | 00:31:28 | 01:06:31 | 00:38:30 | 02:16:28 |
| 83   | Vincent Bavay                   | Francia       | 00:32:38 | 01:07:08 | 00:37:02 | 02:16:50 |
| 84   | Alex Estrada                    | Colombia      | 00:32:15 | 01:09:27 | 00:35:19 | 02:17:01 |
| 85   | Hideo Nakagome                  | Giappone      | 00:29:22 | 01:06:37 | 00:41:09 | 02:17:08 |
| 86   | Dave Bradding                   | Nuova Zelanda | 00:31:35 | 01:04:49 | 00:40:50 | 02:17:15 |
| 87   | Mark Bates                      | Canada        | 00:28:53 | 01:04:24 | 00:44:02 | 02:17:21 |
| 88   | Artur Parreira                  | Portogallo    | 00:36:44 | 01:05:45 | 00:34:54 | 02:17:25 |
| 89   | Ilvano Fedel                    | Italia        | 00:34:19 | 01:06:56 | 00:36:23 | 02:17:38 |
| 90   | Mike Gutmann                    | Germania      | 00:32:27 | 01:05:18 | 00:40:21 | 02:18:06 |
| 91   | Andrea Sachetti                 | Italia        | 00:33:39 | 01:07:37 | 00:37:06 | 02:18:22 |
| 92   | Pedro Cordeiro                  | Portogallo    | 00:31:17 | 01:06:00 | 00:41:21 | 02:18:39 |
| 93   | Raymond Crâne                   | Hong Kong     | 00:35:00 | 01:03:10 | 00:40:38 | 02:18:48 |
| 94   | Xabier Gorratxategi             | Spagna        | 00:31:43 | 01:08:16 | 00:39:31 | 02:19:31 |
| 95   | Bruce Baxter                    | Nuova Zelanda | 00:31:10 | 01:00:17 | 00:48:13 | 02:19:40 |
| 96   | Oyvind Gitlesen                 | Norvegia      | 00:33:51 | 01:06:26 | 00:39:30 | 02:19:48 |
| 97   | Aleksander Jalowiecki           | Polonia       | 00:33:27 | 01:08:47 | 00:37:42 | 02:19:56 |
| 98   | Zdenek Zmeskal                  | Rep. Ceca     | 00:40:28 | 01:02:02 | 00:37:43 | 02:20:12 |
| 99   | Greg Hopkins                    | Bermuda       | 00:33:20 | 01:03:47 | 00:43:07 | 02:20:15 |
| 100  | Tony Ryan                       | Bermuda       | 00:38:21 | 01:04:23 | 00:37:38 | 02:20:23 |
| 101  | Francisco Mutti                 | Argentina     | 00:34:08 | 01:03:56 | 00:42:35 | 02:20:39 |
| 102  | Hideki Yamane                   | Giappone      | 00:34:04 | 01:04:23 | 00:42:40 | 02:21:08 |
| 103  | Tadeusz Trochanowski            | Polonia       | 00:34:24 | 01:06:22 | 00:40:42 | 02:21:28 |
| 104  | Brett Marshall                  | Nuova Zelanda | 00:26:50 | 01:13:19 | 00:41:45 | 02:21:54 |
| 105  | Edgardo Avila                   | Argentina     | 00:32:44 | 01:07:11 | 00:42:11 | 02:22:06 |
| 106  | Julio Viana                     | Portogallo    | 00:34:02 | 01:06:09 | 00:42:15 | 02:22:27 |
| 107  | Tomasz Nadolski                 | Polonia       | 00:35:24 | 01:06:35 | 00:40:55 | 02:22:54 |
| 108  | James Cooper                    | Bermuda       | 00:34:17 | 01:07:20 | 00:41:51 | 02:23:28 |
| 109  | György Jakócs                   | Ungheria      | 00:33:07 | 01:08:17 | 00:42:28 | 02:23:52 |
| 110  | Jiri Seidl                      | Rep. Ceca     | 00:37:53 | 01:05:34 | 00:40:54 | 02:24:21 |
| 111  | Mario Vismale                   | Suriname      | 00:36:37 | 01:08:49 | 00:39:31 | 02:24:57 |
| 112  | Gábor Kindl                     | Ungheria      | 00:34:17 | 01:10:56 | 00:39:45 | 02:24:59 |
| 113  | Botond Emhő                     | Ungheria      | 00:31:09 | 01:11:56 | 00:41:55 | 02:25:01 |
| 114  | Juan Martinez Orraca            | Porto Rico    | 00:33:54 | 01:10:19 | 00:40:40 | 02:25:04 |
| 115  | Thomas O'Donovan                | Irlanda       | 00:38:44 | 01:08:54 | 00:38:29 | 02:26:07 |

### Élite donne
| Pos. | Nome                       | Paese                   | Nuoto    | Bici     | Corsa    | Totale   |
| ---- | -------------------------- | ----------------------- | -------- | -------- | -------- | -------- |
|      | Erin Baker                 | Nuova Zelanda           | 00:29:30 | 01:03:05 | 00:37:23 | 02:10:00 |
|      | Jan Ripple                 | Stati Uniti             | 00:28:45 | 01:03:42 | 00:38:04 | 02:10:32 |
|      | Laurie Samuelson           | Stati Uniti             | 00:29:27 | 01:06:22 | 00:36:59 | 02:12:48 |
| 4    | Karen Smyers               | Stati Uniti             | 00:30:06 | 01:05:31 | 00:37:34 | 02:13:11 |
| 5    | Patricia Puntous           | Canada                  | 00:29:32 | 01:06:19 | 00:37:25 | 02:13:19 |
| 6    | Missy Morlock              | Canada                  | 00:28:40 | 01:07:44 | 00:38:16 | 02:14:43 |
| 7    | Jodi Cross                 | Canada                  | 00:31:51 | 01:03:01 | 00:40:30 | 02:15:24 |
| 8    | Sylviane Puntous           | Canada                  | 00:30:14 | 01:07:21 | 00:38:01 | 02:15:38 |
| 9    | Carol Montgomery           | Canada                  | 00:30:06 | 01:06:16 | 00:39:22 | 02:15:44 |
| 10   | Simone Mortier             | Germania                | 00:30:09 | 01:06:00 | 00:40:05 | 02:16:15 |
| 11   | Thea Sijbesma              | Paesi Bassi             | 00:30:12 | 01:06:00 | 00:41:00 | 02:17:13 |
| 12   | Sarah Coope                | Regno Unito             | 00:31:28 | 01:07:53 | 00:38:09 | 02:17:31 |
| 13   | Lisa Laiti                 | Stati Uniti             | 00:29:30 | 01:13:54 | 00:34:54 | 02:18:19 |
| 14   | Terri Smith                | Canada                  | 00:31:10 | 01:07:51 | 00:39:38 | 02:18:39 |
| 15   | Kirsten Ullrich            | Germania                | 00:37:16 | 01:07:37 | 00:33:58 | 02:18:52 |
| 16   | Joy Hansen                 | Stati Uniti             | 00:29:19 | 01:10:00 | 00:39:34 | 02:18:55 |
| 17   | Anne-Marie Pouchon         | Francia                 | 00:32:01 | 01:09:24 | 00:37:58 | 02:19:23 |
| 18   | Erin Christie              | Nuova Zelanda           | 00:32:58 | 01:05:11 | 00:41:47 | 02:19:57 |
| 19   | Mandy Dean                 | Germania                | 00:28:00 | 01:08:57 | 00:43:09 | 02:20:06 |
| 20   | Sue Schlatter              | Canada                  | 00:31:34 | 01:08:03 | 00:40:50 | 02:20:28 |
| 21   | Sue Latshaw                | Stati Uniti             | 00:30:07 | 01:11:27 | 00:39:21 | 02:20:55 |
| 22   | Sue Turner                 | Australia               | 00:29:46 | 01:09:59 | 00:41:12 | 02:20:57 |
| 23   | C. Jay-Gabel               | Francia                 | 00:34:46 | 01:07:18 | 00:40:01 | 02:22:06 |
| 24   | Cathy Bow                  | Regno Unito             | 00:32:15 | 01:10:54 | 00:39:40 | 02:22:49 |
| 25   | Rebecca Werneck Stephenson | Brasile                 | 00:35:02 | 01:10:00 | 00:38:25 | 02:23:28 |
| 26   | D. Trueman                 | Regno Unito             | 00:32:06 | 01:11:58 | 00:39:52 | 02:23:56 |
| 27   | Jeannine De Ruysscher      | Belgio                  | 00:31:01 | 01:01:55 | 00:51:34 | 02:24:30 |
| 28   | Ute Schaefer               | Germania                | 00:36:31 | 01:07:52 | 00:40:11 | 02:24:34 |
| 29   | Ana Gutierrez              | Isole Vergini Americane | 00:30:33 | 01:10:56 | 00:43:44 | 02:25:13 |
| 30   | Natividad Torres           | Porto Rico              | 00:32:18 | 01:10:47 | 00:42:21 | 02:25:26 |
| 31   | Claudia Cortez             | Cile                    | 00:30:31 | 01:14:49 | 00:40:20 | 02:25:40 |
| 32   | Wilma Luggenhorst          | Paesi Bassi             | 00:31:10 | 01:12:18 | 00:42:34 | 02:26:03 |
| 33   | Sue Prebble                | Nuova Zelanda           | 00:32:02 | 01:10:56 | 00:43:13 | 02:26:12 |
| 34   | Birgit Rosberg-Seubert     | Germania                | 00:30:24 | 01:09:25 | 00:46:29 | 02:26:18 |
| 35   | Sophie Delemer             | Francia                 | 00:00:00 | 00:00:00 | 00:00:00 | 02:26:31 |
| 36   | Catherine Dunn             | Nuova Zelanda           | 00:00:00 | 00:00:00 | 00:00:00 | 02:26:35 |
| 37   | Fernanda Keller            | Brasile                 | 00:00:00 | 00:00:00 | 00:00:00 | 02:26:46 |
| 38   | Liane Bereta               | Brasile                 | 00:00:00 | 00:00:00 | 00:00:00 | 02:27:53 |
| 39   | Anna Dokter                | Nuova Zelanda           | 00:00:00 | 00:00:00 | 00:00:00 | 02:28:06 |
| 40   | Elisabeth Poncelet         | Francia                 | 00:00:00 | 00:00:00 | 00:00:00 | 02:28:28 |
| 41   | Carol Pickard              | Australia               | 00:00:00 | 00:00:00 | 00:00:00 | 02:28:35 |
| 42   | Anne Marie Kearney         | Irlanda                 | 00:00:00 | 00:00:00 | 00:00:00 | 02:29:28 |
| 43   | Anneliese Weber            | Germania                | 00:00:00 | 00:00:00 | 00:00:00 | 02:29:30 |
| 44   | Doris Hollauf              | Austria                 | 00:00:00 | 00:00:00 | 00:00:00 | 02:30:21 |
| 45   | Annie Thoren               | Svezia                  | 00:00:00 | 00:00:00 | 00:00:00 | 02:30:38 |
| 46   | Andrea Zippin              | Brasile                 | 00:00:00 | 00:00:00 | 00:00:00 | 02:31:38 |
| 47   | Charlotte Borin            | Danimarca               | 00:00:00 | 00:00:00 | 00:00:00 | 02:31:49 |
| 48   | Ryouko Imai                | Giappone                | 00:00:00 | 00:00:00 | 00:00:00 | 02:32:34 |
| 49   | Valerie Chretien           | Francia                 | 00:00:00 | 00:00:00 | 00:00:00 | 02:32:50 |
| 50   | Zsófia Perczel             | Ungheria                | 00:00:00 | 00:00:00 | 00:00:00 | 02:33:02 |
| 51   | Katarina Andersson         | Svezia                  | 00:00:00 | 00:00:00 | 00:00:00 | 02:33:28 |
| 52   | Sabine Stelzmüller         | Austria                 | 00:00:00 | 00:00:00 | 00:00:00 | 02:34:03 |
| 53   | Isabel Dumall              | Spagna                  | 00:00:00 | 00:00:00 | 00:00:00 | 02:35:09 |
| 54   | Tomoko Takeuchi            | Giappone                | 00:00:00 | 00:00:00 | 00:00:00 | 02:35:11 |
| 55   | Ylva Noring                | Svezia                  | 00:00:00 | 00:00:00 | 00:00:00 | 02:35:33 |
| 56   | Dina Bilbao                | Spagna                  | 00:00:00 | 00:00:00 | 00:00:00 | 02:36:27 |
| 57   | Judit Baranyai             | Ungheria                | 00:00:00 | 00:00:00 | 00:00:00 | 02:38:20 |
| 58   | Julia Hawley               | Bermuda                 | 00:00:00 | 00:00:00 | 00:00:00 | 02:38:58 |
| 59   | Eiko Endo                  | Giappone                | 00:00:00 | 00:00:00 | 00:00:00 | 02:39:27 |
| 60   | Suzanne Nielsen            | Danimarca               | 00:00:00 | 00:00:00 | 00:00:00 | 02:41:04 |
| 61   | Peggy Couper               | Bermuda                 | 00:00:00 | 00:00:00 | 00:00:00 | 02:41:15 |
| 62   | Veronique Dumax            | Francia                 | 00:00:00 | 00:00:00 | 00:00:00 | 02:43:01 |
| 63   | Monika Bos                 | Paesi Bassi             | 00:00:00 | 00:00:00 | 00:00:00 | 02:43:47 |
| 64   | Lynne Devine               | Bermuda                 | 00:00:00 | 00:00:00 | 00:00:00 | 02:45:58 |
| 65   | Kiyoko Takahashi           | Giappone                | 00:00:00 | 00:00:00 | 00:00:00 | 02:50:04 |
| 66   | Csopi Korsog               | Ungheria                | 00:00:00 | 00:00:00 | 00:00:00 | 03:13:25 |

### Junior uomini
| Pos. | Atleta                 | Paese       | Nuoto    | Bici     | Corsa    | Totale   |
| ---- | ---------------------- | ----------- | -------- | -------- | -------- | -------- |
|      | Bjorn Gustafsson       | Germania    | 00:26:58 | 00:59:43 | 00:39:10 | 02:05:51 |
|      | Enrique Quevedo Huerta | Messico     | 00:27:03 | 01:04:35 | 00:36:08 | 02:07:46 |
|      | Dave Pier              | Stati Uniti | 00:27:31 | 01:02:16 | 00:39:16 | 02:09:04 |
| 4    | Andrew Macmartin       | Canada      | 00:28:55 | 01:02:36 | 00:37:59 | 02:09:30 |
| 5    | Cameron Widoff         | Stati Uniti | 00:27:42 | 01:03:20 | 00:40:24 | 02:11:25 |
| 6    | Renaud Frevin          | Francia     | 00:27:07 | 01:03:40 | 00:40:56 | 02:11:43 |
| 7    | Patrick Charles        | Francia     | 00:28:53 | 01:03:52 | 00:38:59 | 02:11:44 |
| 8    | Sebastien Fabre        | Francia     | 00:28:04 | 01:03:31 | 00:40:09 | 02:11:46 |
| 9    | Jeff Keller            | Stati Uniti | 00:29:09 | 01:06:41 | 00:36:47 | 02:12:37 |
| 10   | Kevin Csabi            | Canada      | 00:26:59 | 01:04:45 | 00:41:23 | 02:13:06 |
| 11   | Brian Shelden          | Stati Uniti | 00:31:56 | 01:05:15 | 00:36:42 | 02:13:53 |
| 12   | Rene Milichovsky       | Rep. Ceca   | 00:28:50 | 01:09:09 | 00:37:38 | 02:15:36 |
| 13   | Walter Geyer           | Francia     | 00:31:26 | 01:03:32 | 00:41:30 | 02:16:28 |
| 14   | T.j. Fry               | Stati Uniti | 00:25:59 | 01:06:53 | 00:44:09 | 02:17:02 |
| 15   | Sebastien Sudrie       | Francia     | 00:28:37 | 01:09:40 | 00:39:51 | 02:18:09 |
| 16   | Tibor Lehmann          | Ungheria    | 00:32:17 | 01:10:06 | 00:36:57 | 02:19:20 |
| 17   | Thierrv Camerlo        | Svizzera    | 00:28:56 | 01:05:57 | 00:44:44 | 02:19:37 |
| 18   | Remi Lancha            | Francia     | 00:27:01 | 01:07:57 | 00:45:05 | 02:20:03 |
| 19   | Clement Kaux           | Francia     | 00:31:24 | 01:09:16 | 00:40:13 | 02:20:53 |
| 20   | Robert Socquet         | Francia     | 00:26:48 | 01:09:33 | 00:44:39 | 02:21:01 |
| 21   | Olivier Gaillard       | Francia     | 00:33:47 | 01:10:48 | 00:36:35 | 02:21:11 |
| 22   | Alexandre Roy          | Francia     | 00:29:11 | 01:06:55 | 00:45:23 | 02:21:29 |
| 23   | Samuel Pierreclaud     | Francia     | 00:29:10 | 01:12:43 | 00:39:38 | 02:21:32 |
| 24   | Olivier Allary         | Francia     | 00:33:53 | 01:09:42 | 00:40:37 | 02:24:12 |
| 25   | Emmanuel Rochais       | Francia     | 00:31:29 | 01:08:44 | 00:44:16 | 02:24:29 |
| 26   | Bill Dale              | Canada      | 00:28:53 | 01:11:32 | 00:44:59 | 02:25:25 |
| 27   | Mickael Barelli        | Francia     | 00:00:00 | 00:00:00 | 00:00:00 | 02:28:01 |
| 28   | Vincent Szymanowski    | Francia     | 00:00:00 | 00:00:00 | 00:00:00 | 02:29:33 |
| 29   | Paulo Pereira          | Portogallo  | 00:00:00 | 00:00:00 | 00:00:00 | 02:29:42 |
| 30   | Antonio Jourdan        | Portogallo  | 00:00:00 | 00:00:00 | 00:00:00 | 02:34:00 |

### Junior donne
| Pos. | Atleta              | Paese       | Nuoto    | Bici     | Corsa    | Totale   |
| ---- | ------------------- | ----------- | -------- | -------- | -------- | -------- |
|      | Kristen Mccary      | Stati Uniti | 00:29:05 | 01:09:18 | 00:44:24 | 02:22:49 |
|      | Amy Wheeler         | Stati Uniti | 00:29:40 | 01:11:49 | 00:42:44 | 02:24:14 |
|      | Cedrine Soulet      | Francia     | 00:29:25 | 01:11:33 | 00:44:25 | 02:25:24 |
| 4    | Leah Treadwenn      | Stati Uniti | 00:00:00 | 00:00:00 | 00:00:00 | 02:33:23 |
| 5    | Sophie Deleu        | Francia     | 00:00:00 | 00:00:00 | 00:00:00 | 02:38:14 |
| 6    | Isabelle Rogowski   | Francia     | 00:00:00 | 00:00:00 | 00:00:00 | 02:39:56 |
| 7    | Frederique Chabert  | Francia     | 00:00:00 | 00:00:00 | 00:00:00 | 02:40:09 |
| 8    | Amy Hollingsworth   | Stati Uniti | 00:00:00 | 00:00:00 | 00:00:00 | 02:40:19 |
| 9    | Beatrice Boulhaut   | Francia     | 00:00:00 | 00:00:00 | 00:00:00 | 02:41:31 |
| 10   | Melissa Muller      | Stati Uniti | 00:00:00 | 00:00:00 | 00:00:00 | 02:42:08 |
| 11   | Christelle Begagnon | Francia     | 00:00:00 | 00:00:00 | 00:00:00 | 02:45:47 |